# Heino

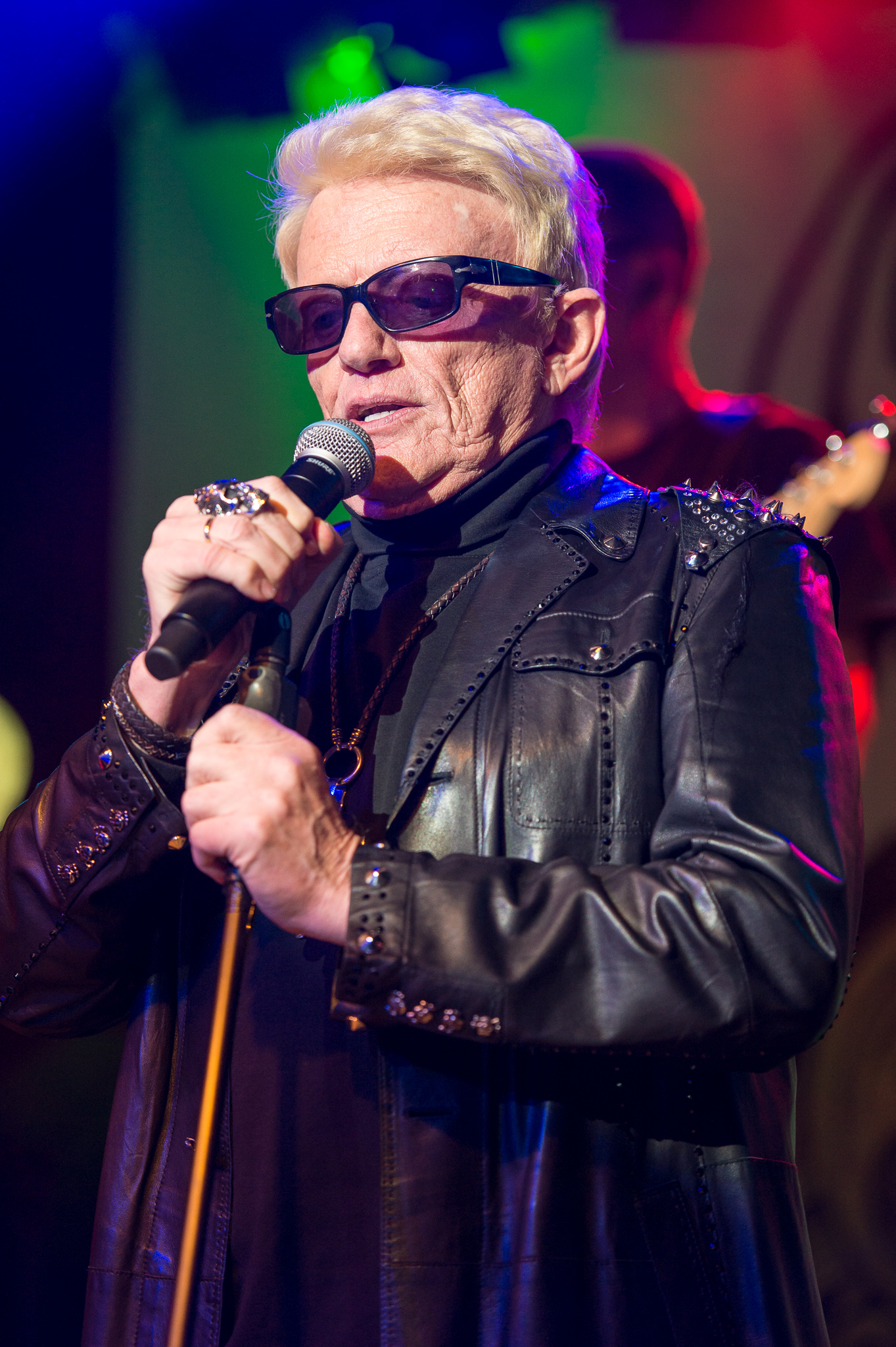
Heino (2015)

Heinz Georg Kramm (* 13. Dezember 1938 in Düsseldorf) ist ein deutscher Musiker, der unter dem Künstlernamen Heino bekannt ist. Hauptsächlich als Schlagersänger und Interpret deutscher Volkslieder wie Blau blüht der Enzian und Schwarzbraun ist die Haselnuss erfolgreich, wandte er sich im Verlauf seiner Karriere auch anderen Genres zu. Nach eigenen Angaben hat er bis zum Jahre 2013 über 50 Millionen Tonträger verkauft. Er ist auch unter verschiedenen Pseudonymen aktiv, wie etwa Gio Bilk, Bilk Gio, G. Bilk oder H. Bilk.

## Leben

### Familie und Ausbildung
Heino wurde als Sohn des Zahnarztes Heinrich Fritz Kramm (1911–1941) und dessen Ehefrau Franziska, geborene Wenskowski (1911–1986), im Düsseldorfer Stadtteil Oberbilk geboren. Sein Vater war römisch-katholisch, seine Mutter evangelisch. Sein Großvater, Bartholomäus Kramm, war Kantor in Köln-Dellbrück. Seine beiden Cousins waren Pfarrer. Heinos Vater, der eine Zahnarztpraxis in Köln-Kalk hatte, fiel am 2. August 1941 im Zweiten Weltkrieg. Eingeschult wurde Heino 1944 im sächsischen Großenhain. Als Halbwaise lebte er mit seiner Mutter und seiner fünf Jahre älteren Schwester Hannelore (1933–2025) bis 1945 in Pommern, wohin sie evakuiert worden waren. Nach Kriegsende kehrte die Familie nach Düsseldorf zurück.
Ab August 1952 absolvierte Heino in Düsseldorf eine Handwerkslehre zum Bäcker und Konditor. Die Berufsausbildung beendete er mit der Gesellenprüfung vor der Handwerkskammer Düsseldorf im Juni 1955. Als junger Mann spielte er beim SC Schwarz-Weiß 06 in Düsseldorf-Oberbilk auch Fußball. Er hat weiterhin Kontakt zum Verein.

### Privates

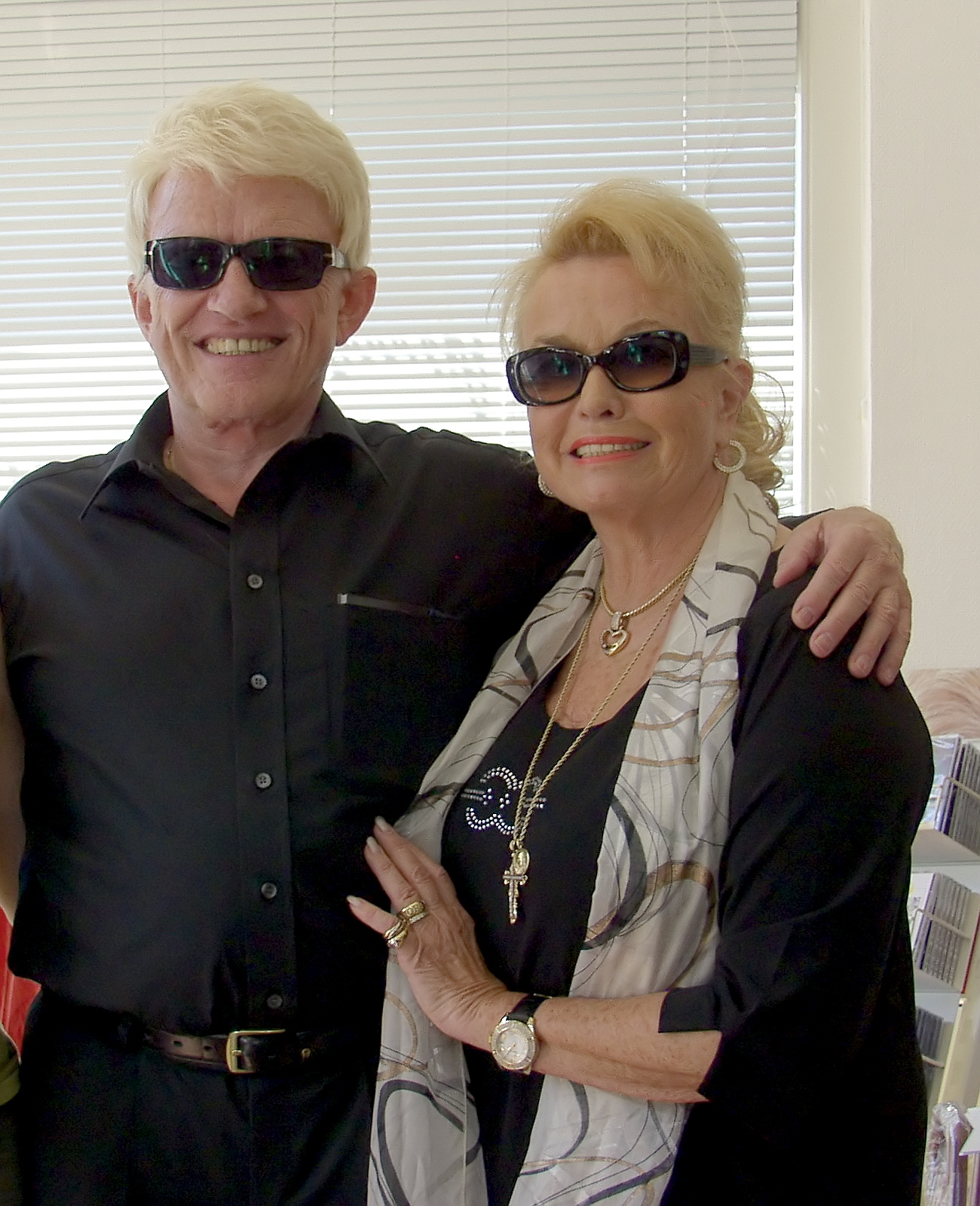
Heino mit seiner dritten Ehefrau Hannelore Kramm (Mai 2008)

Wegen seiner hervortretenden Augen, verursacht durch eine Erkrankung an Morbus Basedow, trägt Heino seit den 1970er Jahren in der Öffentlichkeit immer eine sehr dunkle Sonnenbrille, die als eine Art Markenzeichen seine Erscheinung unverwechselbar macht. Auf früheren Plattenhüllen ist Heino noch ohne Brille mit blauen Augen abgebildet. Von der Stadt Bad Münstereifel wurde ihm ein Personalausweis mit Sonnenbrille auf dem Passbild ausgestellt, das Bundesinnenministerium stellte nach einem Pressebericht darüber klar, dass das nicht gestattet sei, jedoch war der Personalausweis 2009 immer noch in Verwendung, und es wurde seinerzeit kein neuer ausgestellt. Aus der Tatsache, dass er Träger eines Toupets ist, hat Heino nie ein Geheimnis gemacht.
Heino war dreimal verheiratet. Seine erste Ehe schloss er im Juni 1959 mit der damals 18-jährigen Henriette Heppner. Aus dieser Ehe ging 1960 der Sohn Uwe hervor, 1962 erfolgte die Scheidung. 1968 wurde er Vater einer unehelichen Tochter, die sich Ende November 2003 das Leben nahm – wie 1988 schon ihre Mutter, Heinos Jugendliebe. 1965 heiratete er seine zweite Ehefrau Lilo, von der er sich 1978 scheiden ließ. Lilo Kramm starb am 28. Januar 2010 an den Folgen von Bauchspeicheldrüsenkrebs. Seit April 1979 war er mit seiner dritten Ehefrau, der Sängerin und Schauspielerin Hannelore verheiratet, die er 1972 bei der Miss-Austria-Wahl in Kitzbühel kennengelernt hatte. Sie starb im November 2023. Das Paar lebte seit 2009 im historischen Kurhaus von Bad Münstereifel und betrieb von 1996 bis 2012 Heinos Rathaus-Café am Marktplatz. Seit 2012 existiert im historischen Kurhaus ein fremdbetriebenes Café mit dem Namen HEINOS Café. Im Juni 2025 starb Heinos Schwester Hannelore Hofmann im Alter von 92 Jahren.

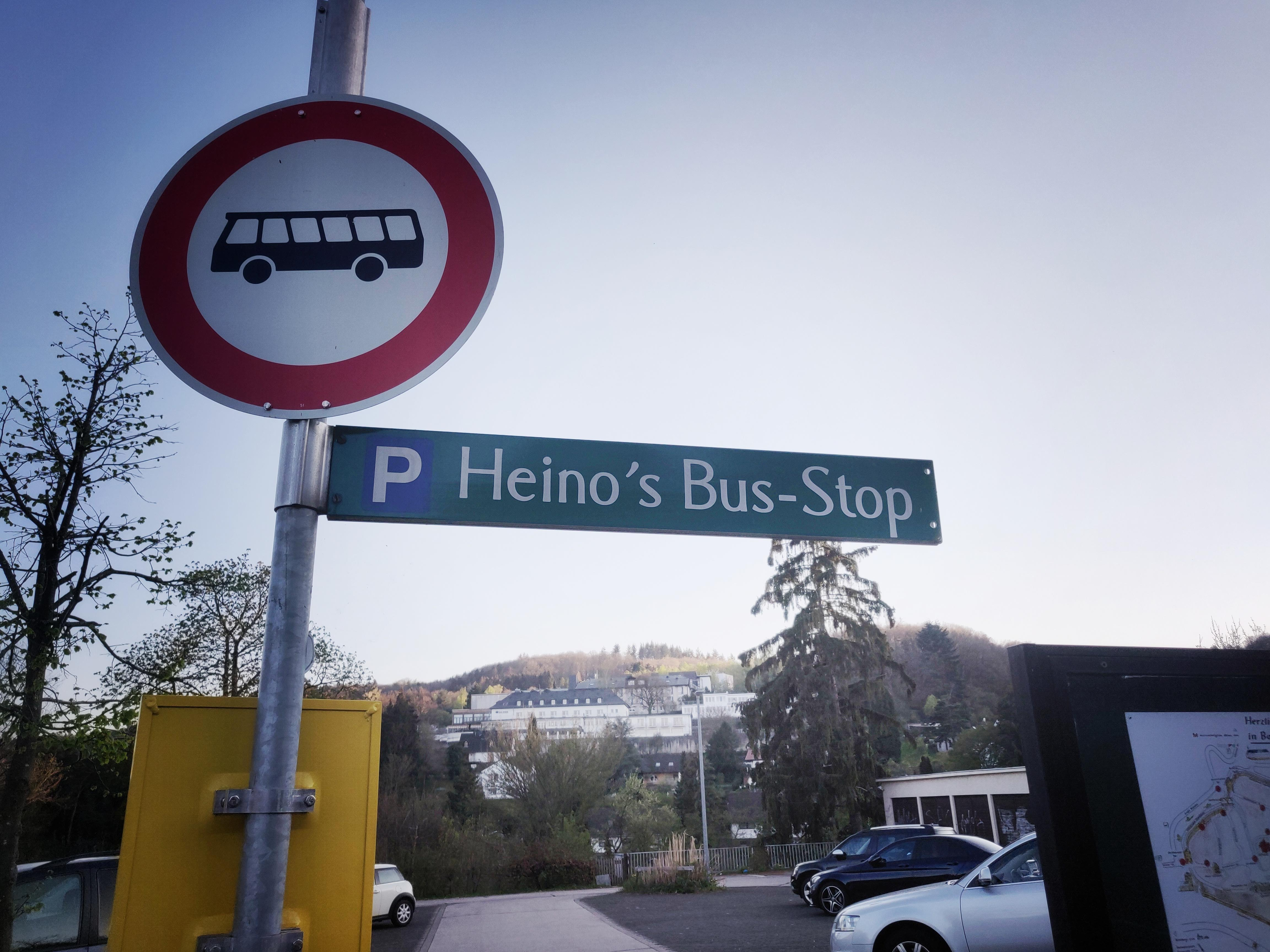
„Heino’s Bus-Stop“ vor dem Kurhaus mit Heino-Café in Bad Münstereifel

Heino lebt in Kitzbühel. Der Sänger gab in einem Interview an, dass er sich der römisch-katholischen Kirche seit seinen Kinderjahren verbunden fühlte. So besuche er, wenn er in eine neue Stadt komme, zuerst eine Kirche und zünde dort eine Kerze an.
Heino wird von Helmut Werner gemanagt, den er als Alleinerben eingesetzt hat.

### Soziales und politisches Engagement
Heino war Pate eines Cafés im Freizeitpark Phantasialand, das den Namen „Heinos Kaffeehaus“ trug, sowie seit Januar 2010 offizieller Pate des Kinderhospizes Bethel für sterbende Kinder.
Nach Gründung der Deutschen Krebshilfe im Jahr 1974 durch Mildred Scheel unterstützte Heino die Hilfsorganisation bei Veranstaltungen. Zuletzt trat er 2018 in der ZDF-Gala Willkommen bei Carmen Nebel zum zehnjährigen Jubiläum der Benefiz-Gala auf.
2015 unterstützte Heino bei der Wahl des Bürgermeisters von Bad Münstereifel den SPD-Kandidaten Werner Esser.
Im September 2024 sorgte Heino für Aufsehen, als er in einem Interview mit der Bild äußerte, dass Deutschland einen Politiker wie den ehemaligen US-Präsidenten Donald Trump brauche. Er betonte, dass ein solcher Politiker „endlich aufräumen“ müsse und sich nicht um die Meinung seiner Gegner scheren solle. Heino sprach zudem von einer zunehmenden Unsicherheit im Land und kritisierte, dass „man sich in Deutschland nicht mehr auf die Straße traut und Angst haben muss, abgestochen zu werden“. In diesem Zusammenhang forderte er verstärkte Abschiebungen krimineller Migranten und ein hartes Vorgehen gegen sogenannte „Messerstecher“. In diesem Zusammenhang äußerte er seine Unterstützung für die Politiker Friedrich Merz (CDU) und Markus Söder (CSU).

## Musikalische Karriere

### 1960er und 1970er Jahre
1961 trat Heino erstmals mit dem Trio OK Singers (Dino Engelhardt, Heino, Dieter Wolf) auf, mit mäßigem Erfolg. Trotzdem nahmen die OK Singers in den 1960er Jahren eine Schallplatte auf.
Der große musikalische Durchbruch gelang Heino, nachdem er 1965 bei einem Auftritt mit seiner Gruppe „Comedien Terzett“ in Quakenbrück auf einer Modenschau vom Schlagerstar Ralf Bendix entdeckt wurde, der ihn anschließend 20 Jahre produzierte. Gleich seine erste Platte,  Jenseits des Tales (eigentlich die B-Seite der Single; die A-Seite hieß 13 Mann und ein Kapitän – die Coverversion eines Titels von Freddy Quinn), wurde mehr als 100.000-mal verkauft. 1967 erschien seine erste Langspielplatte. Es folgten zahlreiche weitere Hits – unter Mitwirkung des Songschreibers Erich Becht und des Texters Wolfgang Neukirchner („Adolf von Kleebsattel“) – und viele Fernsehauftritte, unter anderem in der ZDF-Hitparade und in der Starparade.
Den Höhepunkt seiner Karriere erreichte er Mitte der 1970er Jahre mit den Hits Blau blüht der Enzian, mit dem er auch im Film Blau blüht der Enzian zu sehen und zu hören war, und Die schwarze Barbara. Von 1977 bis 1979 war er auch in der 14-teiligen Serie Sing mit Heino im ZDF zu sehen.

### 1980er und 1990er Jahre
In den 1980er Jahren wurde es künstlerisch etwas ruhiger um Heino. Im Jahr 1983 sang er das Lied der ARD-Fernsehlotterie Sonnenschein – Glücklichsein.
Anfang der 1990er Jahre erzielte er wieder Erfolge durch eigene Fernsehserien bei dem Privatsender Sat.1 (Hallo Heino und Heino – die Show). Eine erfolgreiche Wiederkehr brachten ihm auch die Rap-Versionen seiner Hits Enzian und Schwarzbraun ist die Haselnuss im Jahr 1989, mit denen er auch bei Jugendlichen Anklang finden wollte.

### 2000er Jahre
Heino war in der ganzen Welt, vor allem aber in Deutschland, auf Tourneen. Zu seinem 50-jährigen Bühnenjubiläum und seinem 40-jährigen Schallplattenjubiläum im Jahr 2005 moderierte Heino mit den beiden Co-Moderatoren Stefan Mross und Maxi Arland die Musiksendung Heino – die Show in der ARD. 5,8 Millionen Zuschauer sahen die Jubiläumsshow, zu der auch ein Livealbum und eine DVD erschienen. Im August 2006 trat er zum ersten Mal beim chinesischen Wetten dass..? (Xiang tiaozhan ma?) bei dem Sender CCTV-3 auf.
Am 22. Oktober 2005 begann Heino in Trier seine Abschiedstournee durch fünfundzwanzig Städte Deutschlands. 2009 startete zu seinem zweiteiligen Albumprojekt „Die Himmel rühmen“ – Festliche Lieder mit Heino eine Tournee mit klassischer Musik durch klassische Gebäude, unter anderem Kirchen. 2011 erschien eine DVD mit Live-Mitschnitten dieser Tournee.

### 2010er Jahre

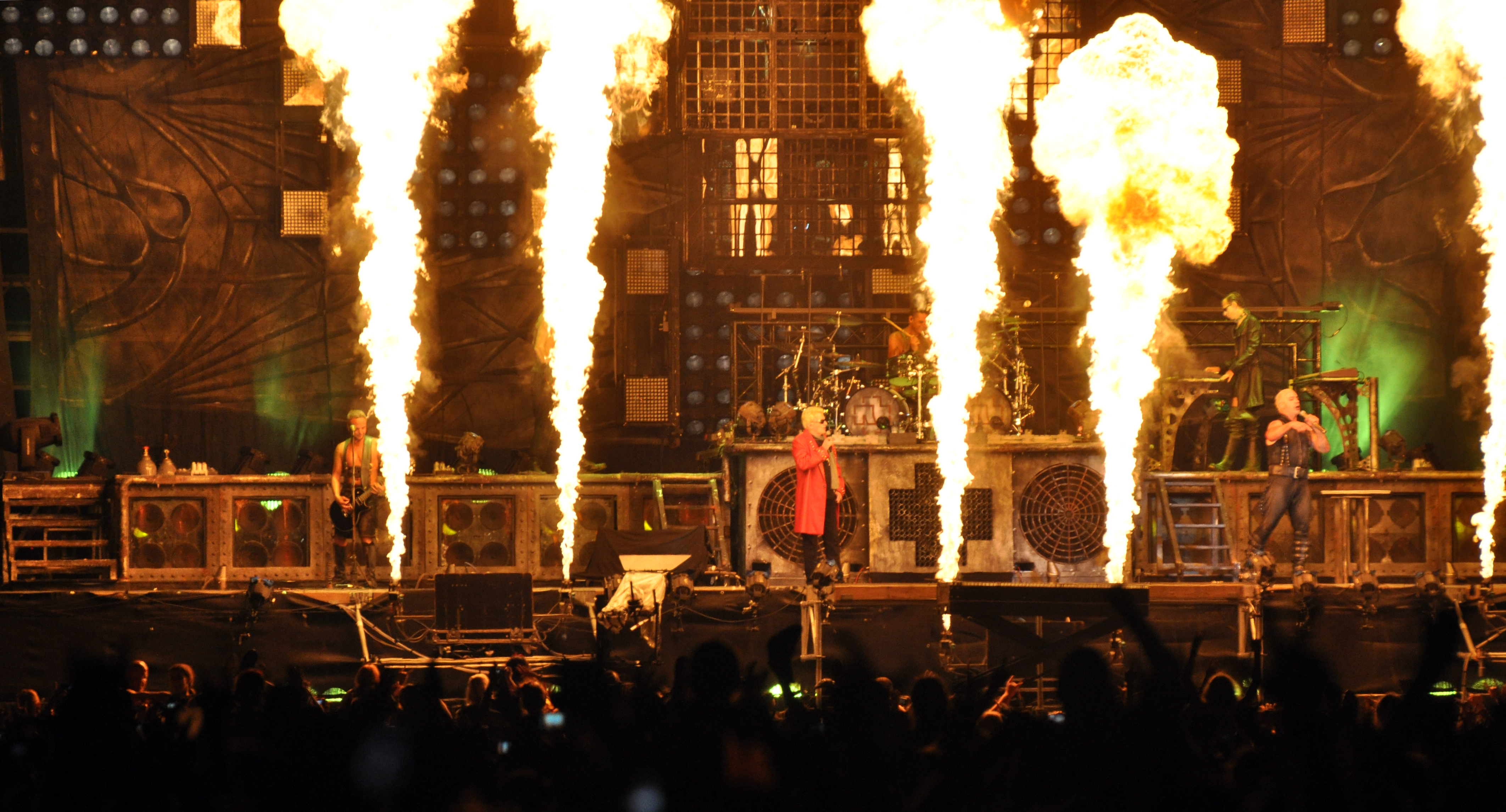
Heino gemeinsam mit Rammstein beim Wacken Open Air 2013

Am 1. Februar 2013 veröffentlichte er das Studioalbum Mit freundlichen Grüßen. Das Album beinhaltet zwölf Coverversionen bekannter deutschsprachiger Pop-, Hip-Hop- und Rocklieder. Begleitet von umfangreichen Werbemaßnahmen, sorgte das Album bereits vor dem Veröffentlichungstermin für Kontroversen. In den ersten Tagen nach Erscheinen wurde das Album so oft aus dem Internet heruntergeladen wie kein Werk eines deutschen Interpreten zuvor und stieg auf Platz 1 in die deutschen Album-Charts ein. Am 1. August trat Heino als Überraschungsgast auf dem Metalfestival Wacken Open Air auf und spielte gemeinsam mit Rammstein den Song Sonne, den er auf dem Album Mit freundlichen Grüßen gecovert hatte.
Am 12. Dezember 2014 veröffentlichte Heino das Album Schwarz blüht der Enzian, auf dem er seine Hits in Metal-Stil neu interpretierte. Die Musik und Inszenierung nahmen bewusste Anleihen an Rammstein.
Für die von Januar bis Mai 2015 bei RTL ausgestrahlte zwölfte Staffel von Deutschland sucht den Superstar wurde Heino als Juror eingesetzt.
In der ARD-Produktion Willkommen bei den Honeckers, die am 3. Oktober 2017 erstausgestrahlt wurde, hatte Heino einen Cameo-Auftritt.
Im Frühjahr 2019 absolvierte der inzwischen 80-jährige Heino eine Abschiedstournee zu seinem Album und Tschüss. Nachdem er zunächst angekündigt hatte, nach dieser Tournee keine Konzerte mehr zu geben, nahm er aufgrund der positiven Resonanz anschließend von diesen Plänen Abstand.

### 2020er Jahre
Im Jahr 2023 begann Heino die Tour Die Himmel rühmen, in der er in verschiedenen Kirchen auftrat und dort vor allem, aber nicht ausschließlich geistliche Musik spielte. Im September 2023 veröffentlichte er das Album Lieder meiner Heimat mit Coverversionen von Ballermann-Hits. Im gleichen Monat erschien mit der Single Frische Erdbeeren, basierend auf Heinos Eigen-Aussage „Nutten, Koks und frische Erdbeeren“, ein Partyschlager-Duett mit dem Sänger Honk!. 2024 arbeitete Heino mit dem Schlagerrapper Tream zusammen und veröffentlichte die Single Anna, welche sich in den deutschen Single-Charts platzieren konnte (Platz 59, eine Woche). Das zugehörige Musikvideo erreichte über eine Million Aufrufe. In Interviews rund um diese Veröffentlichung bezeichnete Heino Tream als würdigen Nachfolger, der die „Krone der Volksmusik und des Schlagers“ übernehmen und in seine Fußstapfen treten könne. Für 2024 ist eine „Das Beste Live“-Tour in Österreich und Deutschland geplant. Im Juli 2024 trat Heino auf dem Parookaville Festival als Spezialgast auf. Im August 2024 gab Heino drei Konzerte in Amerika vor hauptsächlich deutschen Communities. Im Rahmen des Auftritts in Franklin Square wurde er von Frédéric von Anhalt zum Ritter des Hauses Anhalt-Askanien geschlagen. Im Mai 2025 erschien die Partyschlager-Single "Ein Gläschen am Morgen". Im gleichen Monat wurde bekannt, dass Heino für sechs Auftritte vom Bierkönig Mallorca gebucht wurde. Für 2025 und 2026 ist die Solo-Tournee "Made in Germany" geplant.

## Musikstil
Bei seinen Liedern handelt es sich überwiegend um Volkslieder, die im Stil der Schlagermusik interpretiert werden, so ist zum Beispiel Blau blüht der Enzian eine Bearbeitung des Volksliedes Wenn des Sonntags früh um viere die Sonne aufgeht (Das Schweizermadel). Er hat auch klassische Melodien aufgenommen, wie das Ave Maria von Bach/Gounod oder Ave verum von Wolfgang Amadeus Mozart.

## Kontroversen
Kritisiert wurde Heino, als er 1983 und 1986 Tourneen durch das damals wegen seines Apartheidsystems international geächtete Südafrika unternahm – trotz des UNO-Embargos und trotz eines Kulturboykotts vieler internationaler Künstler. Auch die Tatsache, dass Heino 1977 auf Bitten des damaligen Ministerpräsidenten von Baden-Württemberg Hans Filbinger eine für Unterrichtszwecke produzierte Schallplatte mit allen drei Strophen des Deutschlandliedes einsang, brachte ihm Kritik ein. Er selbst betrachtet die durch kritische Berichterstattung in der Fernsehsendung Kennzeichen D ausgelösten negativen Reaktionen als Teil einer „Kettenreaktion, die mich am Ende in einen widerwärtigen ‚Skandal‘ verwickelte, an dem ich mich unschuldig fühle.“ Er habe sich zuvor bei Anwälten und der Politik abgesichert, sei sich also der Brisanz des Themas bewusst gewesen.
In einem Interview mit der österreichischen Zeitung Die Presse bezeichnete Jan Delay im April 2014 Heino, der auf Mit freundlichen Grüßen 2013 unter anderem ein Lied seiner Band Beginner gecovert hatte, als „Nazi“. Heino ließ daraufhin über seinen Rechtsanwalt Anzeige gegen Delay stellen. Der Rechtsstreit wurde außergerichtlich beigelegt, wobei Delay sich zu einem Schadensersatz in Höhe von 20.000 Euro verpflichtete.
Im Jahr 2018 schenkte Heino der nordrhein-westfälischen Heimat- und Kommunalministerin Ina Scharrenbach (CDU) zum ersten NRW-Heimatkongress das von ihm selbst eingesungene Musikalbum Die schönsten deutschen Heimat- und Vaterlandslieder. Zwar hatte keines dieser Lieder seinen Ursprung in der Zeit des Nationalsozialismus, jedoch waren mehrere Stücke enthalten, die auch im Liederbuch der SS standen, etwa Der Gott, der Eisen wachsen ließ oder Wenn alle untreu werden. Dieser Umstand wurde in Medienberichten kritisiert. Heino erwiderte: „Die Lieder können doch nichts dafür, wenn sie instrumentalisiert worden sind.“ Auch Scharrenbach äußerte ihr Unverständnis über die Kritik: „Hier hat ein Künstler einer Ministerin ein Geschenk mitgebracht, und das ist es.“ Im Stern hieß es, die Kritik an Heino gehe am Ziel vorbei: „Kritik daran hätte man aber 1981 äußern sollen, als die Platte erschien. Dass diese Musik Jahrzehnte später für Aufregung sorgt, hat vermutlich andere Ursachen, die mit Heino wenig zu tun haben.“

## Sonstiges
Aufgrund seiner markanten Erscheinung war Heino Objekt vieler Parodien, unter anderem von Otto Waalkes in Otto – Der Film, wo dieser sowohl ihn als auch Michael Jacksons Thriller mit einer eigenwilligen Version von Schwarzbraun ist die Haselnuss zum Beat von Thriller parodierte. Auch die EAV spielt in ihrem Lied Alk-Parade auf ihn an und imitiert ihn.
Eine Unterlassungsklage im Jahr 1985 gegen Norbert Hähnel (Gastsänger der Gruppe Die Toten Hosen), der als sein Doppelgänger und „Der wahre Heino“ auftrat, hatte vor Gericht Erfolg.

## Filmografie
- 1973: Das Wandern ist Herrn Müllers Lust
- 1973: Blau blüht der Enzian
- 1975: Großes Glück zu kleinen Preisen

## Diskografie (Auswahl)
Studioalben

| Jahr | Titel                                                           | Höchstplatzierung, Gesamtwochen, AuszeichnungChartplatzierungen (Jahr, Titel, Platzierungen, Wochen, Auszeichnungen, Anmerkungen) | Höchstplatzierung, Gesamtwochen, AuszeichnungChartplatzierungen (Jahr, Titel, Platzierungen, Wochen, Auszeichnungen, Anmerkungen) | Höchstplatzierung, Gesamtwochen, AuszeichnungChartplatzierungen (Jahr, Titel, Platzierungen, Wochen, Auszeichnungen, Anmerkungen) | Anmerkungen                                                                        |
| Jahr | Titel                                                           | DE | AT | CH | Anmerkungen                                                                        |
| ---- | --------------------------------------------------------------- | --- | --- | --- | ---------------------------------------------------------------------------------- |
| 1966 | Heino                                                           | — | — | — | Erstveröffentlichung: 1966 Verkäufe: + 850.000; Columbia                           |
| 1967 | Kein schöner Land in dieser Zeit                                | DE22 (36 Wo.)DE | — | — | Erstveröffentlichung: 15. September 1967                                           |
| 1968 | …und Sehnsucht uns begleitet                                    | DE14 (16 Wo.)DE | — | — | Erstveröffentlichung: 15. Oktober 1968                                             |
| 1970 | Seine großen Erfolge                                            | DE10 Gold · (80 Wo.)DE | — | — | Erstveröffentlichung: 15. Juni 1970 Verkäufe: + 250.000                            |
| 1971 | Liebe Mutter…                                                   | DE27 (8 Wo.)DE | — | — | Erstveröffentlichung: 15. April 1971                                               |
| 1971 | In einer Bar in Mexiko – Seine großen Erfolge 2                 | DE8 Gold · (40 Wo.)DE | — | — | Erstveröffentlichung: 15. September 1971 Verkäufe: + 250.000                       |
| 1972 | Die schönsten Volkslieder der Welt                              | DE8 (24 Wo.)DE | — | — | Erstveröffentlichung: 15. Mai 1972                                                 |
| 1972 | Seine großen Erfolge 3                                          | DE3 (16 Wo.)DE | — | — | Erstveröffentlichung: 15. November 1972                                            |
| 1973 | Seine großen Erfolge Folge 4                                    | DE3 (64 Wo.)DE | — | — | Erstveröffentlichung: 15. November 1973                                            |
| 1975 | Wenn abends die Heide träumt                                    | DE24 (16 Wo.)DE | — | — | Erstveröffentlichung: 15. April 1975                                               |
| 1975 | Seine großen Erfolge Folge 5 auch bekannt als: Great Hits No. 5 | DE12 (36 Wo.)DE | — | — | Erstveröffentlichung: 15. November 1975                                            |
| 1975 | Heino                                                           | — | — | — | Erstveröffentlichung 1975 Electrola                                                |
| 1978 | Seine großen Erfolge 6                                          | — | — | — | Erstveröffentlichung: 1978                                                         |
| 1978 | Hurra, wir fahr’n ins Grüne                                     | DE9 Gold · (9 Wo.)DE | — | — | Erstveröffentlichung: 2. Oktober 1978 Verkäufe: + 250.000; mit den Sonntagskindern |
| 1980 | Die schönsten deutschen Volkslieder                             | — | — | — | Erstveröffentlichung: 1980                                                         |
| 1982 | Seine neuen großen Erfolge                                      | — | — | — | Erstveröffentlichung: 1982                                                         |
| 1984 | Die Liebe ist das Gold des Lebens                               | DE39 (6 Wo.)DE | — | — | Erstveröffentlichung: 24. Dezember 1984 mit Hannelore                              |
| 1987 | Casablanca…Träume, die niemals vergehn                          | — | — | — | Erstveröffentlichung: 1987                                                         |
| 1990 | Willkommen bei Heino                                            | — | — | — | Erstveröffentlichung: 1990                                                         |
| 1991 | Ein Lied aus der Heimat                                         | — | — | — | Erstveröffentlichung: 1991                                                         |
| 1993 | Die schönsten Lieder der Welt                                   | — | — | — | Erstveröffentlichung: 1993                                                         |
| 1996 | Einer von uns                                                   | — | — | — | Erstveröffentlichung: 16. September 1996                                           |
| 1998 | Der goldene Heino                                               | — | — | — | Erstveröffentlichung: 2. November 1998                                             |
| 1999 | Heino singt die schönsten Jahrhundertmärsche und Hymnen         | — | — | — | Erstveröffentlichung: 29. November 1999                                            |
| 2006 | Deutschland, meine Heimat                                       | DE87 (1 Wo.)DE | — | — | Erstveröffentlichung: 20. Oktober 2006                                             |
| 2008 | Es ist nie zu spät                                              | — | — | — | Erstveröffentlichung: 12. September 2008                                           |
| 2009 | „Die Himmel rühmen“ – Festliche Lieder mit Heino                | — | — | — | Erstveröffentlichung: 18. September 2009                                           |
| 2010 | „Die Himmel rühmen 2“ – Festliche Lieder mit Heino              | — | — | — | Erstveröffentlichung: 6. Oktober 2010                                              |
| 2013 | Mit freundlichen Grüßen                                         | DE1 Platin · (36 Wo.)DE | AT6 (9 Wo.)AT | CH7 (6 Wo.)CH | Erstveröffentlichung: 1. Februar 2013 Verkäufe: + 200.000                          |
| 2014 | Schwarz blüht der Enzian                                        | DE11 (12 Wo.)DE | AT67 (3 Wo.)AT | CH79 (1 Wo.)CH | Erstveröffentlichung: 12. Dezember 2014 Verkäufe: + 30.000                         |
| 2016 | Arschkarte                                                      | DE32 (2 Wo.)DE | — | — | Erstveröffentlichung: 29. April 2016                                               |
| 2018 | … und tschüss – Das letzte Album                                | DE26 (4 Wo.)DE | — | CH94 (1 Wo.)CH | Erstveröffentlichung: 23. November 2018                                            |
| 2021 | Heino goes Klassik – Ein deutscher Liederabend                  | — | AT— GoldAT | — | Erstveröffentlichung: 8. Oktober 2021 Verkäufe: + 7.500                            |
| 2023 | Lieder meiner Heimat                                            | DE16 (3 Wo.)DE | — | — | Erstveröffentlichung: 15. September 2023                                           |

grau schraffiert: keine Chartdaten aus diesem Jahr verfügbar

## Autobiografien
- Heino: Und sie lieben mich doch. Die Autobiografie. Verlag Bastei-Lübbe, Bergisch Gladbach 1996, ISBN 3-404-12588-6.
- Mein Weg: Autobiografie. Heino. Verlag Bastei-Lübbe, Köln 2015, ISBN 978-3-7857-2532-0.

## Filmdokumentationen
- Heino – Made in Germany. Film von Oliver Schwabe (Arte 2013)

- Heino - ein deutscher Sänger (ZDF 1973) im Videoarchiv – Internet Archive

## Auszeichnungen
Heino erhielt für seine Musik zahlreiche Gold- und die Platinschallplatten. Zudem die folgenden Ehrungen:
- 1970: Goldener Electrola Hund für eine Million verkaufte Singles
- 1972, 1973, 1974, 1977, 1980, 1989: Goldene Europa
- 1977: Löwe von Radio Luxemburg
- 1980: Hermann-Löns-Medaille
- 1984: Goldene Liederharfe
- 1984: Golden Star USA von den deutschen Radiostationen in den USA
- 1987: Robert-Stolz-Büste
- 1989: Edelweiß-Preis
- 1990: Bambi Sonderbambi Unknockable Stars  Anm.
- 1990: RSH-Gold
- 1991, 1998: Goldene Stimmgabel
- 1995: Ehrenlöwe von Radio Luxemburg
- 1997: Schlager-Diamant
- 2000: Krone der Volksmusik für sein musikalisches Gesamtwerk
- 2003: Bronzener Stier der Hohensalzburg
- 2006: Krone der Volksmusik für sein Lebenswerk
- 2006: Brisant Brillant für sein Lebenswerk
- 2010: Düsseldorfer des Jahres
- 2012: Stier der Hohensalzburg
- 2014, 2015, 2019: Die Eins der Besten
- 2015: Karl-Valentin-Orden
- 2016, 2019: smago! Award
- 2016: Ehrenmedaille für besondere Verdienste um Ägypten
- 2018: MA Lifetime Achievement Award 2018 (Heino ist Träger des schwarzen Gürtels in Ju-Jutsu)
- 2019: Ehrenbürger von Bad Münstereifel[59]
- 2019: Steiger-Award Lebenswerk
- 2019: Goldene Eins
- 2023: Dürener Papiermacherorden[60]
- 2023: Sprachwahrer des Jahres (2. Platz)[61]